# 上杉鷹山生誕250年祭・YOZANフェスティバル
上杉鷹山生誕250年祭・YOZANフェスティバル（うえすぎようざんせいたん250ねんさい・ようざんフェスティバル）は、2001年（平成13年）に山形県米沢市にて、上杉鷹山公の生誕250年と、上杉氏の米沢入部400年を記念して開催された博覧会である。

## 開催概要
- 開催理由 - 上杉鷹山生誕250年・上杉氏米沢入部400年記念
- テーマ - 「なせばなる」こころの21世紀
- 開催期間 - 2001年（平成13年）9月29日（土）から10月21日（日）にかけての23日間
- 会場 - 上杉神社隣接・おまつり広場、上杉城史苑、新博物館（米沢市上杉博物館・伝国の杜）
- 入場料 - 新博物館との共通入場券である。

入場料は下記の通り。
|          | 一般   | 学生   | 小・中学生 |
| -------- | ------ | ------ | ---------- |
| 前売り券 | 1000円 | 700円  | 500円      |
| 当日券   | 1500円 | 1100円 | 700円      |

## パビリオン
テーマ館
- 日本中や世界中からの、上杉鷹山公の250歳の誕生を祝うメッセージの展示。
- オーディオシアターは和太鼓JU-ZOが奏でる「250年の鼓動」を上映。

鷹山偉業館-1（鯉とかてもの館）
- 鷹山公が奨励した鯉や「かてもの」（山菜、木の実などのこと）についての展示。
- 中央の水槽に1メートルを超える巨大野鯉を飼育展示。
- リボンフラワーで再現された、鷹山公の「かてもの」70数種類の山野草を展示。

鷹山偉業館-2（鷹山おもしろ劇場）
- 上杉鷹山公の人物像を紹介するパビリオン。
- エントランスでは、人間・鷹山をユニークに分析したパネルを展示。
- メインシアターでは、飛び出す巨大絵本劇場を上演。

鷹山偉業館-3（米織館）
- 米沢の伝統産業である紅花染のファンタスティックな世界を表現。
- メイン展示では、沢口靖子と水野真紀の２大女優による米織ファッションの競演。

おしょうしな館（米沢新産業館）
- 「おしょうしな」とは米沢の言葉で、「ありがとう」の意味である。
- メイン展示は、和洋菓子職人の手による、「250年前の米沢」をお菓子で再現したジオラマ。
- 米沢のハイテク産業を展示する「米沢テクノフェスティバル」を同時開催。

なせばなる・極みの文化芸術館
- 米沢市民の手による深山和紙の和紙人形行列1000体の「米沢の四季」を展示。和紙で作られた精巧な「米沢の紙甲冑」も展示。
- 地元の工芸士による陶器、織物、打ち出刃物、将棋の駒、木彫りなどの伝統工芸、創作美術を展示。

お茶室・鷹山庵
- 米沢茶道連合会（表千家、裏千家、玉川遠州流、宗徧流）による野点。

こども鷹山塾
- クラフト教室や民話塾、将棋教室など、11の塾を開設し、子供に楽しんでもらう企画。

米沢・食と技の匠通り
- 鯉こく、米沢牛をつかったメニュー、芋煮、ざるそば、ラーメンなど、米沢の食の店舗が出店。

イベントステージ
新博物館
- 現在の米沢市上杉博物館・置賜文化ホール（伝国の杜）
- 常設展示室では、置賜・米沢や上杉の歴史と文化を展示。
- 開館記念特別展示として、「上杉家の至宝」を開催。国宝「上杉本洛中洛外図屏風」をはじめとした、上杉家に伝来した数々の古美術を展示。

## 参考資料
- YOZANフェスティバル・パンフレット各種